# Кржесомысл
Кржесомысл (чеш. Křesomysl) — пятый из легендарных чешских князей, потомок Пршемысла Пахаря, основателя династии Пршемысловичей. Имена князей впервые упомянуты «Чешской хронике» Козьмы Пражского. Также князья упоминаются в книге Франтишека Палацкого «История чешского народа в Чехии и Моравии».
Известно, что все семь князей были запечатлены на фресках, сделанных на стенах ротонды в Зноймо в Моравии. Однако по версии Анежки Мерхаутовой, там присутствуют не только семь князей, но и все люди из рода Пржемысловичей

## Происхождение имени
Имя Кржесомысл состоит из частей «крежат» (чеш. křesat), что означает «зажигать свет», и «мысл» (чеш. mysl), то есть «мысль, мыслить; разум». Таким образом литературный перевод имени — «освещающий разум». Также суффикс «-мысл» есть в именах Пржемысл и Незамысл. По версии Завиша Каландры, имена князей означают дни недели на древнеславянском языке, и Кржесомысл — это четверг. Покровителями четверга были Юпитер у римлян и Тор у скандинавов, боги грома и молнии. Слово «крежат» здесь разъясняется как «зажигать свет, пускать молнии» (аналогично по одной из версии английское название четверга, Thursday, образовано от написания имени скандинавского божества Thor). Впрочем, по известной теории следует, что имена возникли из-за неверного перевода старославянского текста.

## Семь мифических князей
| Семь князей Чехии после Пржемысла | Семь князей Чехии после Пржемысла |
| --------------------------------- | --------------------------------- |
| Незамысл                          |                                   |
| Мната                             |                                   |
| Войен                             |                                   |
| Внислав                           |                                   |
| Кржесомысл                        |                                   |
| Неклан                            |                                   |
| Гостивит                          |                                   |